# Grown-ish
Grown-ish (estilizado como grown·ish) es una sitcom estadounidense y un spin-off de Black-ish protagonizada por Yara Shahidi. La serie se estrenó el 3 de enero de 2018 en Freeform.
En enero de 2023, la serie fue renovada para una sexta temporada. En marzo de 2023, se anunció que la sexta temporada sería la última de la serie. La sexta temporada se estrenó el 28 de junio de 2023.

## Sinopsis
En las primeras cuatro temporadas, la serie sigue a Zoey (Yara Shahidi), la hija mayor de los Johnson, mientras se dirige a la universidad y comienza su hilarante viaje a la adultez, pero rápidamente descubre que no todo sigue su curso una vez que se abandona el nido. A partir de la quinta temporada, la serie sigue al hijo mayor y hermano menor de Zoey, Andre Junior (Marcus Scribner), mientras asiste a la universidad tras la graduación de Zoey.

## Elenco y personajes

### Principales
- Yara Shahidi como Zoey Johnson (temporadas 1–5; recurrente temporada 6)
- Deon Cole como Charlie Telphy (temporadas 1–2; invitado temporadas 3–4)
- Trevor Jackson como Aaron
- Francia Raisa como Ana Torres (temporadas 1–4; invitada temporada 5)[5]
- Emily Arlook como Nomi Segal (temporadas 1–4; invitada temporada 5)[5]
- Jordan Buhat como Vivek Shah (temporadas 1–4; invitado temporada 5)[5]
- Chloe Bailey como Jazz Forster (temporadas 1–4; invitada temporada 5)[5]
- Halle Bailey como Sky Forster (temporadas 1–3; recurrente temporada 4)[5]
- Luka Sabbat como Luca Hall (temporadas 1–4)[5]
- Chris Parnell como Dean Parker (temporada 1)
- Diggy Simmons como Douglas Frederick "Doug" Edwards (temporadas 3–6; recurrente temporadas 1–2)
- Marcus Scribner como Andre "Junior" Johnson (temporadas 5–6; invitado temporadas 2–4)
- Daniella Perkins como Kiela Hall (temporadas 5–6; recurrente temporada 4)
- Justine Skye como Annika Longstreet (temporada 6; recurrente temporada 5)
- Tara Raani como Zaara Ali (temporada 6; recurrente temporada 5)

### Recurrente
- Da'Vinchi como Cash Mooney (temporadas 1–2)
- Katherine Moennig como Profesora Paige Hewson (temporada 2)
- Ryan Destiny como Jillian (temporada 3)
- Henri Esteve como Javier «Javi» (temporadas 3–4)
- Andrew Liner como Rodney (temporada 3)
- Raigan Harris como Rochelle (temporadas 2-3; invitada temporada 4)
- Slick Woods como Sharon «Slick» (temporada 5)
- Amelie Zilber como Lauryn Daniels (temporadas 5–6)
- Ceyair Wright como Zeke (temporadas 5–6)

### Invitados
- Anthony Anderson como Andre "Dre" Johnson Sr.
- Tracee Ellis Ross como la Dra. Rainbow "Bow" Johnson

## Episodios
| Temporada | Temporada | Episodios | Episodios           | Emisión original      | Emisión original         |
| Temporada | Temporada | Episodios | Episodios           | Primera emisión       | Última emisión           |
| --------- | --------- | --------- | ------------------- | --------------------- | ------------------------ |
|           | Piloto    | Piloto    | Piloto              | 22 de febrero de 2017 | 22 de febrero de 2017    |
|           | 1         | 13        | 13                  | 3 de enero de 2018    | 28 de marzo de 2018      |
|           | 2         | 21        | 11                  | 2 de enero de 2019    | 6 de marzo de 2019       |
| 10        | 2         | 21        | 5 de junio de 2019  | 7 de agosto de 2019   |                          |
|           | 3         | 17        | 8                   | 16 de enero de 2020   | 5 de marzo de 2020       |
| 9         | 3         | 17        | 21 de enero de 2021 | 18 de marzo de 2021   |                          |
|           | 4         | 18        | 9                   | 8 de julio de 2021    | 2 de septiembre de 2021  |
| 9         | 4         | 18        | 27 de enero de 2022 | 24 de marzo de 2022   |                          |
|           | 5         | 18        | 9                   | 20 de julio de 2022   | 14 de septiembre de 2022 |
| 9         | 5         | 18        | 18 de enero de 2023 | 15 de marzo de 2023   |                          |
|           | 6         | 18        | 9                   | 28 de junio de 2023   | 23 de agosto de 2023     |
| 9         | 6         | 18        | 27 de marzo de 2024 | 22 de mayo de 2024    |                          |

## Producción

### Desarrollo y casting
El vigésimo tercer episodio de la tercera temporada de Black-ish, "Liberal Arts", funcionó como un piloto de puerta trasera para este spin-off, presentando al personaje de Yara Shahidi, Zoey Johnson, mientras va a la universidad. Shahidi encabezará la serie, con Chris Parnell, Mallory Sparks, Matt Walsh, y como invitado, Trevor Jackson, protagonizando el piloto, y la posibilidad de convertirse en regular en caso de que la propuesta de spin-off sea recogida por ABC. El 19 de mayo de 2017, Freeform (red hermana de ABC) ordenó oficialmente 13 episodios de spin-off bajo el título Grown-ish. En mayo de 2017, se anunció que Parnell y Jackson repetirían sus papeles em el piloto con Emily Arlook reemplazando a Mallory Sparks en el papel de Miriam. En agosto de 2017, Francia Raisa se unió al elenco como Ana junto con Jordan Buhat como Vivek. El dúo musical Chloe & Halle también volverían a ser las hermanas gemelas Sky y Jazz.
El 18 de enero de 2018, Freeform renovó la serie para una segunda temporada. El 5 de febrero de 2019, Freeform renovó la serie para una tercera temporada. El 17 de enero de 2020, la serie fue renovada para una cuarta temporada. La cuarta temporada se estrenó el 8 de julio de 2021, y la mayoría del reparto original saliendo de la serie a su conclusión.
El 7 de marzo de 2022, Freeform renovó la serie para una quinta temporada y anunció que Marcus Scribner se había unido al elenco principal, sustituyendo a Shahidi como protagonista de la serie, con Zakiyyah Alexander y Courtney Lilly como showrunners de la temporada. El 11 de enero de 2023, Freeform renovó la serie para una sexta temporada. El 29 de marzo de 2023, se anunció que la sexta temporada será la última de la serie. La sexta temporada se estrenó el 28 de junio de 2023.

## Recepción
En Rotten Tomatoes, la serie tiene un índice de aprobación del 91% con base en 22 críticas, con una calificación promedio de 7.2/10. En Metacritic, que asigna una calificación normalizada, la serie tiene un puntaje promedio ponderado de 71 de 100, basado en 15 críticas, lo que indica "críticas generalmente favorables".

## Reconocimientos
| Año  | Premiación            | Categoría                              | Nominado(s) | Resultado | Refs.  |
| ---- | --------------------- | -------------------------------------- | --- | --------- | ------ |
| 2018 | MTV Movie & TV Awards | Best Show                              | Grown-ish | Nom       | [ 19 ] |
| 2018 | Black Reel Awards     | Outstanding Comedy Series              | Anthony Anderson, Kenya Barris, Julie Bean, E. Brian Dobbins, Laurence Fishburne, Helen Sugland, Jamie Pedrosa, Tom Ragazzo | Nom       |        |
| 2018 | Black Reel Awards     | Outstanding Actress in a Comedy Series | Yara Shahidi | Nom       |        |
| 2018 | Teen Choice Awards    | Choice Comedy TV Actress               | Yara Shahidi | Nom       |        |